# Strichvogel
Zu  Strichvögeln zählt man alle im Sommer in einem Gebiet heimischen Vogelarten, die vor allem im Winter ihr Brutgebiet verlassen, aber keine Wanderungen nach Süden unternehmen, wie etwa die Zugvögel, sondern in denselben Breiten bleiben. Bei winterlicher Kälte wechseln sie oft den „Landstrich“ und suchen etwas wärmere Regionen auf, wie beispielsweise mild-gemäßigte Gebiete oder aber auch menschliche Siedlungen. Zu den Strichvögeln zählen in Europa zum Beispiel Finken, die Goldammer oder der weit ziehende Gänsegeier.